# Chimediin Saikhanbileg
Chimediin Saikhanbileg (mongol: Чимэдийн Сайханбилэг) (nascut el 17 de febrer de 1969) fou el Primer ministre de Mongòlia entre el 2014 i el 2016. Membre del Partit Democràtic de Mongòlia, Saikhanbileg fou nomenat primer ministre després d'una moció de censura, i tingué la tasca de millorar l'economia desaccelerada de Mongòlia i les inversions estrangeres.

## Biografia
Saikhanbileg nasqué el 1969 a Dornod, Mongòlia. Va assistir a la universitat a Mongòlia (Universitat Nacional de Mongòlia), Rússia (Universitat Estatal de Moscou) i als Estats Units (Universitat George Washington). Treballà per una empresa legal abans d'entrar a la política. Saikhanbileg és capaç d'aixecar peses de 175 kg.

## Carrera política
Saikhanbileg es va unir al Partit Democràtic, havent estat president de la Federació de la Joventut Mongola entre 1997 i 2002. De 2008 a 2012, va servir com a dirigent de la camarilla Democràtica al Parlament de Mongòlia. Abans de ser nomenat primer ministre, Saikhanbileg era el ministre d'Educació. Va ascendir a Primer ministre el 21 de novembre de 2014, succeint el primer ministre de llavors després de la moció de censura del 5 de novembre, que va causar que Norovyn Altankhuyag deixés l'oficina. La seva arribada al poder va ser oposada pel Partit Popular de Mongòlia (MPP), amb l'argument que com que era ministre de gabinet, era part del grup de polítics que "va passar per alt problemes econòmics en creixement." El MPP va rebutjar participar en el vot, i Saikhanbileg va ser escollit per un vot de 42-2.
La tasca més important com a primer ministre per a Saikhanbileg fou millorar la inversió estrangera a Mongòlia, que va empitjorar considerablement el 2013, quan l'empresa privada Rio Tinto va frenar l'expansió a la mina Oyu Tolgoi a la Província d'Ömnögovi. La inversió estrangera va caure gairebé 4 mil milions de dòlars entre el 2012 i el 2015. El 2015, Saikhanbileg va demanar un "referèndum amb missatges de text", enquestant el país per saber la seva opinió sobre importants projectes miners. Quan es va preguntar si el país hauria d'intentar sortir del problema financer donant suport a projectes miners, o abaixar els costs, aproximadament un 56% va donar suport a la inversió.